# Biega
Le Biega est un volcan éteint des monts Mitumba en République démocratique du Congo, situé dans le Sud-Kivu. Son sommet s'élève à une altitude de 2 790 mètres. C'est le second sommet des monts Mitumba, le premier étant le Kahuzi ; les deux montagnes se trouvent dans le parc national de Kahuzi-Biega.